# شبكة راصد الإخبارية
شبكة راصد الإخبارية هي إحدى الشبكات الإخبارية والحقوقية السعودية. أنشأت سنة 2003 على شكل موقع، يقول منشئو الشبكة بأنهم أنشأوها للاهتمام بشؤون الشيعة في السعودية ورصد حالات انتهاك حقوق الإنسان التي يتعرض لها أتباع المذهب الشيعي. تعرض موقع الشبكة للمنع في السعودية مما جعل المالكين ينشئوا روابط جديدة، وتعرضت الشبكة للحجب 185 مرة.
تم اغلاق الموقع لسبب غير معروف في 6/6/2014

## تغطيات

### 2011
في عام 2011 قامت الشبكة بتغطية الاحتجاجات التي شهدتها السعودية خصوصاً محافظتي القطيف والأحساء.

## وصلات خارجية
- الموقع الرسمي
- رابط للموقع لم يمنع بعد في السعودية